# Molen van Everts
De Molen van Everts was een ronde bakstenen bovenkruier in de buurtschap Bonnerveen in de gemeente Aa en Hunze.  
De molen is in 1841 gebouwd. In 1941 kwam de molen in het bezit van de heer Everts die enige jaren molenknecht was geweest, eerst op de molen in Gieten en daarna in Bonnen. Vlak voor de Tweede Wereldoorlog is de molen hersteld en aan de binnenroede voorzien van zelfzwichting. 
In 1946 is de molen gesloopt. Diverse onderdelen van zijn ongeveer twee jaar later gebruikt voor de restauratie van de molen De Leijen in Staphorst. Dat geldt onder meer voor de twee houten roeden, het bovenwiel, de bonkelaar en de gietijzeren bovenas die gegoten is in 1907 bij IJzergieterij De Muinck Keizer in Martenshoek. Het betreft nummer 140. Deze bovenas is nog aanwezig in De Leijen. 
Met de stenen van de Molen van Everts werd een pakhuis gebouwd met daarin een elektrische maalderij die tot begin 1970 in bedrijf bleef. 